# Gotland Whisky
Gotland Whisky AB är ett svenskt whiskydestilleri. Destilleriet är inrymt i lokaler i det tidigare Roma sockerbruk i Roma på Gotland. 
Gotland Whisky grundades 2004. Destilleringen startade i Roma 2012. Torkning av korn, mältning och rökning sker i Ronehamn och mognadslagring i Roma.
Destilleriet har en produktionskapacitet på 60 000 liter maltwhisky per år. Den första whiskyn för avsalu blev klar 2016. Isle of Lime är ett varumärke för Gotland Whisky.